# Iuliu Onu
Iuliu Onu (n. 1881, Lipova – d. 1968, Crăciunel) a fost un deputat în Marea Adunare Națională de la Alba Iulia, organismul legislativ reprezentativ al „tuturor românilor din Transilvania, Banat și Țara Ungurească”, cel care a adoptat hotărârea privind Unirea Transilvaniei cu România, la 1 decembrie 1918.

## Biografie
Iuliu Onu a fost asistent și profesor (lingvist) la Universitatea din Cluj, membru al Academiei Române. A publicat numeroase lucrări de lingvistică generală, slavistică și dialectologie. A decedat la Crăciunel, județul Alba, în 1968, într-un accident feroviar.:p. 90

## Activitatea politică
Ca deputat în Adunarea Națională din 1 decembrie 1918 a reprezentat, ca delegat de drept, "Societatea Română de Lectură" din județul Arad.:p. 90